# Wollmar Yxkull
Wollmar Yxkull, född i Livland, död 1627, var en svensk kammarjunkare och hovmarskalk. 

## Biografi
Wollmar Yxkull var son till lantrådet Didrik Yxkull och Anna Titfer i Livland. Han var kung Johan III:s kammarjunkare och sedermera hovmarskalk åt kung Karl IX. Yxkull blev svensk adelsman under namnet Yxkull och introducerades i Sveriges Riddarhus 1625 som nummer 43, vilket senare ändrades till 76. Han avled 1627 och begravdes 5 augusti samma år i Ösmo kyrka där hans vapen sattes upp.

### Egendom
Yxkull ägde gården Kasti i Merjama socken. Han fick 30 november 1590 tillsammans med sin fru i donation Djursnäs och Ogesta i Ösmo socken.
Han ska ha ägt en malmgård i Stockholm, vid korsningen av Björngårdsgatan och nuvarande Wollmar Yxkullsgatan. Gatan med hans namn har haft flera benämningar; det nuvarande namnet är från 1661. Dess tidigare namn är Långgatan, Dalbogatan och Finnegatan.

### Familj
Yxkull var gift med Helena Gyllenhielm, oäkta dotter till hertig Magnus av Östergötland och Anna von Haubitz. De fick tillsammans barnen översten Johan Yxkull (1605–1654) vid Dalregementet, överstelöjtnanten Didrik Yxkull (1591–1637) vid Dalregementet, Elisabet Yxkull som var gift med assessorn Håkan Skytte af Sätra och översten Wolmer Yxkull (1609–1649) vid Bergsregementet.
Beata Wolmarsdotter Yxkull (1618–1667) var även dotter till Yxkull.